# Alan Ritchson
Alan Michael Ritchson (ur. 28 listopada 1982 w Grand Forks) − amerykański aktor, model i wokalista.

## Życiorys

### Wczesne lata
Urodził się w Grand Forks w stanie Dakota Północna jako syn nauczycielki Vickie i oficera Davida Ritchsona. Jego rodzina była pochodzenia angielskiego, czeskiego, niemieckiego i holenderskiego. Dorastał z braćmi - Erikiem i Brianem.

### Kariera
Karierę w modelingu rozpoczął jako uczeń szkoły średniej. Pozował Abercrombie & Fitch, jako model reklamował też bieliznę męską dla strony internetowej internationaljock.com. Następnie podpisał kontrakt z działającą w Los Angeles agencją Vision Model Management. 
W 2004 brał udział w trzeciej edycji talent show American Idol (amerykańskim odpowiedniku polskiego Idola), nie dotarł jednak do finału. Na ekranie telewizyjnym wystąpił w roli Arthura Curry’ego w serialu Tajemnice Smallville (2005–2010).
Udział w programie American Idol zaowocował wydaniem debiutanckiego albumu studyjnego. Płyta This is Next Time na amerykańskim rynku muzycznym ukazała się w 2005. W 2013 wziął udział w sesji zdjęciowej dla magazynu „Da Man”. W marcu 2024 trafił na okładkę magazynu „Men’s Health”.

## Życie prywatne
12 maja 2006 zawarł związek małżeński z Catherine Ritchson. Mają trzech synów: Calema, Edana i Amory’ego Tristana.
U Ritchsona zdiagnozowano chorobę afektywną dwubiegunową i otwarcie mówił o swoich zmaganiach z tą chorobą.
3 kwietnia 2024 „The Hollywood Reporter” opublikował wywiad z Ritchsonem, w którym twierdził, że kiedyś był molestowany seksualnie przez „bardzo znanego fotografa”.

## Filmografia

### Filmy fabularne
- 2008: Liga Sprawiedliwych: Nowa granica jako Arthur Curry/Aquaman (głos)
- 2009: Ale czad! jako Bruce
- 2013: Igrzyska śmierci: W pierścieniu ognia jako Gloss
- 2014: Wojownicze Żółwie Ninja jako Raphael
- 2016: Wojownicze żółwie ninja: Wyjście z cienia jako Raphael
- 2019: Above the Shadows jako Shayne Blackwell
- 2023: Szybcy i wściekli 10 (Fast X) jako agent Aimes

### Seriale TV
- 2004: American Idol w roli samego siebie
- 2005–2010: Tajemnice Smallville jako Arthur Curry/Aquaman
- 2009: Wariackie przypadki
- 2010–2011: Blue Mountain State jako Kevin Devlin "Thad" Castle
- 2010: CSI: Kryminalne zagadki Miami jako Paul Arnett
- 2011: 90210 jako Tripp Wilson
- 2012: Zdaniem Freda! jako Expired Cow
- 2013: Hawaii Five-0 jako Freddie Hart
- 2014: Jess i chłopaki jako Matt
- 2016: Czarne lustro jako Paul
- 2017: Blood Drive jako Arthur Bailey
- 2018: Alexa & Katie jako Robbie
- 2018–2021: Titans jako Hank Hall / Hawk
- 2019: Supergirl jako Hank Hall / Hawk
- 2019: Brooklyn 9-9 jako młody Norm Scully
- 2020: DC’s Legends of Tomorrow jako Hank Hall / Hawk
- 2023: Reacher jako Reacher